# Санаторія «Горки Ленінські»
Санаторія «Го́рки Ле́нінські» (рос. Санатория «Горки Ленинские») — селище у складі Ленінського міського округу Московської області, Росія.

## Населення
Населення — 305 осіб (2010; 291 у 2002).
Національний склад (станом на 2002 рік):
- росіяни — 93 %